# V363 Возничего
V363 Возничего (лат. V363 Aurigae) — двойная новоподобная катаклизмическая переменная звезда (NL), затменная переменная звезда (E) в созвездии Возничего на расстоянии приблизительно 2868 световых лет (около 879 парсеков) от Солнца. Видимая звёздная величина звезды — от +15m до +14,23m. Орбитальный период — около 0,3212 суток (7,7098 часов).

## Характеристики
Первый компонент — аккрецирующий белый карлик спектрального класса pec(e) или WD. Масса — около 0,86 солнечной.
Второй компонент — жёлтый карлик спектрального класса G5-9V или G7. Масса — около 0,77 солнечной, радиус — около 0,83 солнечного.